# Astragalus baibutensis
Astragalus baibutensis är en ärtväxtart som beskrevs av Aleksandr Andrejevitj Bunge. Astragalus baibutensis ingår i släktet vedlar, och familjen ärtväxter. Inga underarter finns listade i Catalogue of Life.